# إن تي في 7
إن تي في 7 (بالإنجليزية: Natseven TV Sdn Bhd) هي قناة تلفزيونية أرضية في ماليزيا ومقرها في مدينة بيتالينغ جايا، سلاغور. وبدأ البث على الصعيد الوطني في 7 نيسان 1998. وتتمثل مهمتها في الترويج لماليزيا كدولة أكثر سعادة وأكثر استنارة. والايمان والاعتقاد بقوة في توفير وسائل الترفيه النافعه، وقيم الأسرة الجيدة، والمواطنة الصالحة، وتعزيز الاندماج الوطني.تختلف القناة عن الاذاعات والقنوات الماليزية الأخرى في كونها علامة تجارية بدلا من مجرد محطة تلفزيونية. يتم التعامل مع البرامج عن المنتجات تحت العلامات التجارية ذات الصلة - والأكثر شيوعا، وتدار من قبل فريق من مديري العلامات التجارية.المحطة تبث على نطاق التردد UHF، ويقدم مزيجا من الماليزية والإنجليزية والبرامج الصينية لغة صينية، المنتجة محليا وكذلك بعض من الخارج.تقدم القناة مجموعة متنوعة وواسعة من البرامج تشمل الدراما، الكوميديا الظرفية (المسلسلات)، وبرامج الترفيه، وبرامج الألعاب، وبرامج الأطفال، أنمي، والأفلام. هناك أيضا نشرات الأخبار باللغة الإنجليزية، المندرين والملايو.في عام 2005، أعلنت وسائل الإعلام بريما بيرهاد استحواذها على القناة. وفي نفي الوقت وسائل الإعلام بريما كانت تمتلك ثلاث محطات أخرى خاصة بالتلفزيون في ماليزيا وهي : 8 تي في وتي في 3 و تي في 9.حاليا هي القناة التناظرية الوحيدة في ماليزيا التي تدعم الصوت الثنائي، على الرغم من عدم استخدامها.